# À bout de nerfs (film, 1959)
Pour plus de détails, voir Fiche technique et Distribution.
À bout de nerfs (titre original : Labyrinth) est un film italo-allemand réalisé par Rolf Thiele, sorti en 1959.
Il s'agit de l'adaptation du roman Our Hearts Are Restless de Gladys Baker.

## Synopsis
Georgia Gale est jeune, belle, intelligente. Seulement après une crise grave, elle commence à boire de manière incontrôlée et risque maintenant d'être victime de l'alcoolisme, ce qui est sans doute une tradition dans sa famille. Afin d'être traitée dans une psychothérapie pour cette raison, elle est admise dans un sanatorium luxueux en Suisse. C'est le domaine du médecin en chef de Lattre, avec qui elle ne peut pas construire une confiance plus profonde, alors qu'elle est absolument essentielle pour la réussite de la thérapie. Cela rend impossible de savoir la cause de sa nature narcissique et la raison de son déclin.
Georgia continue à jouer la comédie, se trompant, flirtant avec un prétendu désir de mort et se réfugiant dans une religiosité sans médiation. Elle gagne la confiance uniquement de son compatriote Ron Stevens, un autre patient de la même nationalité, et établit un contact avec lui. Mais ensuite, un événement se produit qui secoue encore les murs intérieurs du moi emmuré de Georgia : La jeune patiente nymphomane Marjorie, qui se fait détourner par elle lorsqu'elle tente d'avancer, se tue sous ses yeux. Profondément choquée, Georgia commence à comprendre qu'il y a du contenu et une responsabilité dans une vie épanouie. Elle ne veut plus refuser une guérison thérapeutique qui pourrait promettre une sortie de sa vie antérieure. Après son traitement réussi, la belle patiente quitte la clinique, déterminée à commencer une nouvelle vie.

## Fiche technique
- Titre : À bout de nerfs
- Titre original : Labyrinth
- Réalisation : Rolf Thiele assisté de Gino Wimmer
- Scénario : Rolf Thiele, Gregor von Rezzori
- Musique : Hans-Martin Majewski
- Direction artistique : Gabriel Pellon, Peter Röhrig (de)
- Costumes : Ursula Stutz
- Photographie : Klaus von Rautenfeld
- Son : Heinz Terworth (de)
- Montage : Anneliese Schönnenbeck (de)
- Production : Walter Tjaden
- Société de production : UFA, CEI Incom
- Société de distribution : UFA-Filmverleih
- Pays de production :  Allemagne de l'Ouest,  Italie
- Langue : allemand
- Format : Noir et blanc - 1,66:1 - mono - 35 mm
- Genre : Drame
- Durée : 95 minutes
- Dates de sortie :
  - Allemagne de l'Ouest : 3 septembre 1959.
  - France : 23 août 1960[1].

## Distribution
- Nadja Tiller : Georgia Gale
- Peter van Eyck : Ron Stevens
- Amedeo Nazzari : Dr. de Lattre, médecin-chef
- Nicole Badal : Marjorie
- Matteo Spinola (it) : Armand
- Elisabeth Flickenschildt : Mme Gretzer
- Benno Hoffmann : Dr. Beckmeier
- Harald Kreutzberg : Sir Agamemnon
- Hanne Wieder (de) : La prieure
- Ina Duscha : Juliette
- Tilla Durieux : Sœur Celestine
- Hans Leibelt : Padre Jeannot
- Ljuba Welitsch : Ljuba
- Tilo von Berlepsch (de) : Graf
- Bobby Todd (de) : Le directeur général
- Eduard Linkers : Jacques
- Hugo Lindinger (de) : Swoboda
- Fritz Eckhardt : Khan
- Anna Maria Lussi : Michèle
- Gregor von Rezzori : Un douanier suisse

## Récompenses
- Deutscher Filmpreis de la meilleure actrice 1960 pour Nadja Tiller[1].
- Deutscher Filmpreis de la meilleure photographie 1960 pour Klaus von Rautenfeld.

## Source de traduction
- (de) Cet article est partiellement ou en totalité issu de l’article de Wikipédia en allemand intitulé « Labyrinth (1959) » (voir la liste des auteurs).